# Засада Цеткин
Засада Цеткин — антифеминистская акционистская арт-группа, созданная в 1998 году в Екатеринбурге.

## История
Антифеминистская акционисткая арт-группа была организована в Екатеринбурге в 1998 году членами Ассоциации молодых искусствоведов Н. Аллахвердиевой, И. Бабаец, Е. Крживицкой, И. Ляпневой с целью расширения местной художнической сцены. Группа концентрировала своё внимание на женских проблемах.
В 2003 году группа приняла участие в фестивале АртКлязьма.

## Состав арт-группы
- Наиля Аллахвердиева
- Ирина Бабаец
- Елена Крживицкая
- Инна Ляпнева

## Акции, выставки
- 2002 — «Песня о родинке». Московский форум художественных инициатив «Родина/Отечество», Москва.
- 1999 — «Однажды Зимой». Фотографический музей Метенкова, Екатеринбург.
- 1998 — «Теперь ты мой!!!». Галерея «Evrocon», УРГАХА, Екатеринбург[1].

## Цитаты
- «Судя по манифестам группы, её стратегия смыслового раздвоения есть результат шизофренической амбивалентности российского сознания в сфере отношения полов. Очевидно, поэтому «Засада» провозглашает: феминизм как движение, уравнивающее права полов, может только улучшить положение мужчин»[2] — Елена Крживицкая, 2000.